# 흰죽지꼬마물떼새
흰죽지꼬마물떼새(common ringed plover, ringed plover, 학명: Charadrius hiaticula)는 북극 유라시아에 서식하는 크기가 작은 물떼새이다.

## 개요
성체의 길이는 17~19.5 센티미터, 날개 길이는 35~41 센티미터이다. 등과 날개는 회갈색이고 배는 흰색이며 검은 목띠가 있는 흰 가슴이 있다.

## 아종
3개의 아종이 정의되어 있으며 아종마다 크기와 색이 조금씩 다르다.
- C. h. psammodroma
- C. h. hiaticula
- C. h. tundrae

## 갤러리

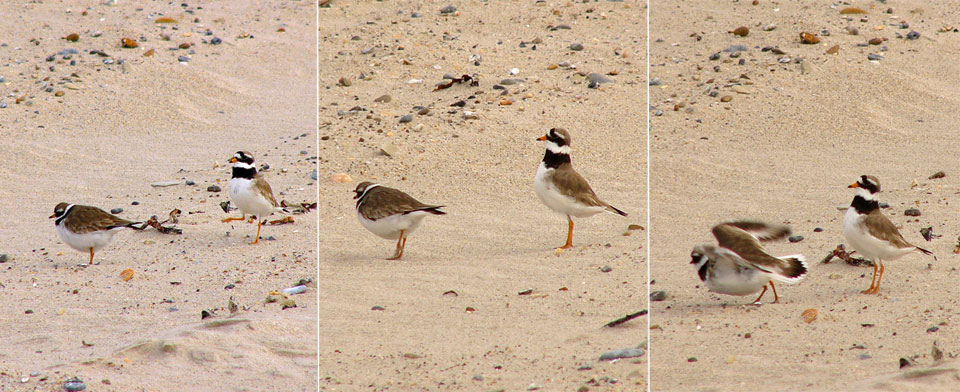
짝짓기
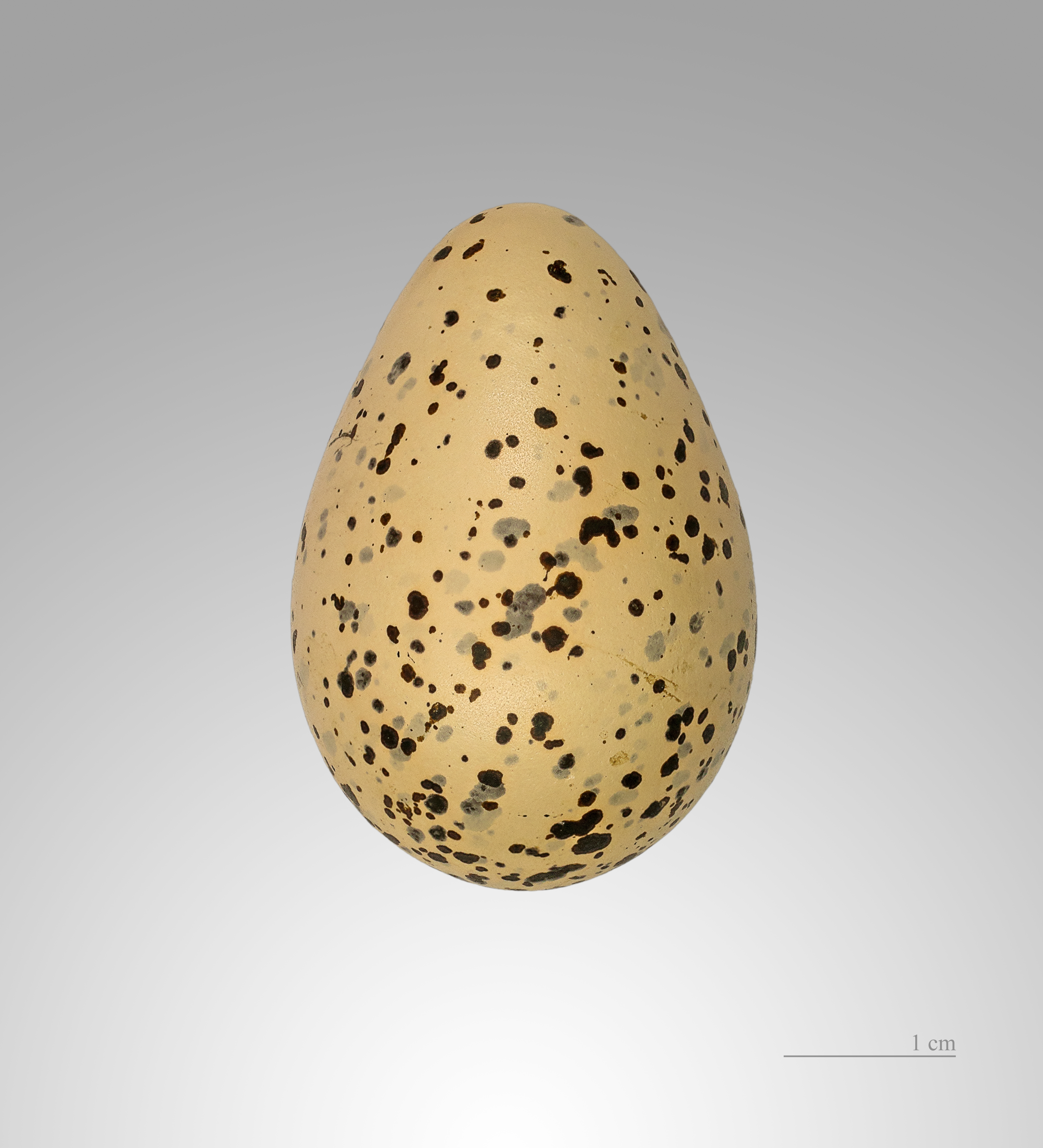
알 – MHNT
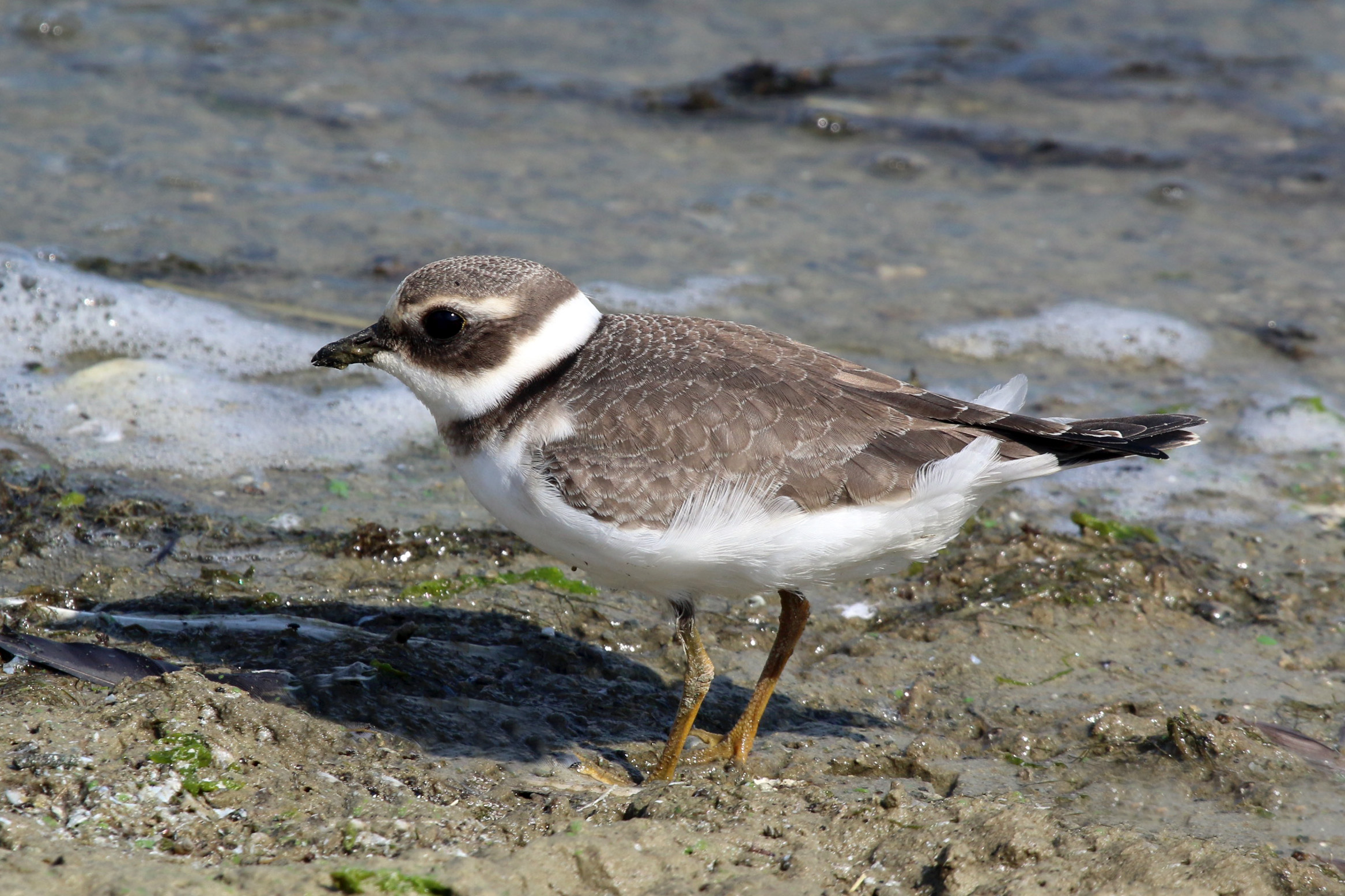
어린 새
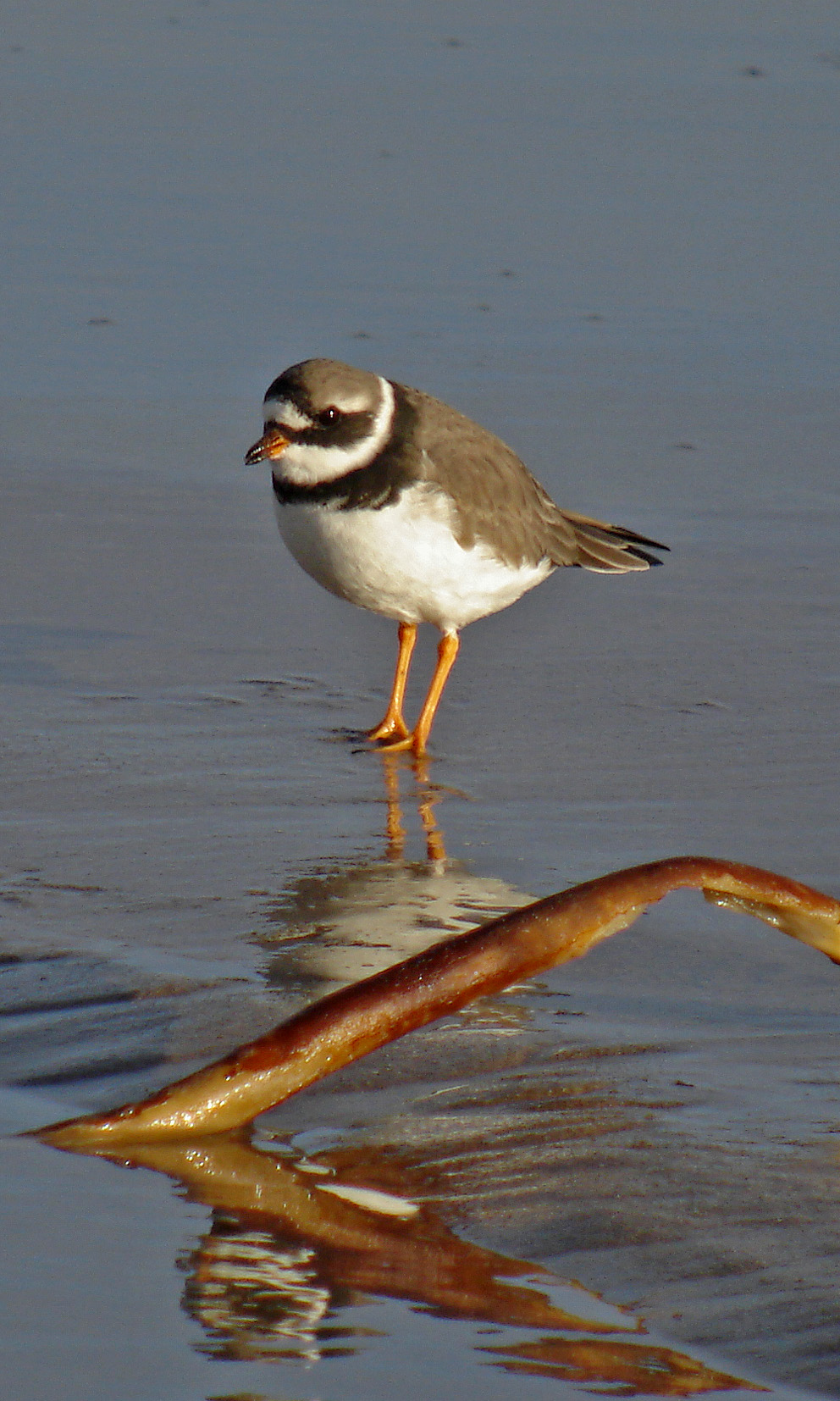
성체
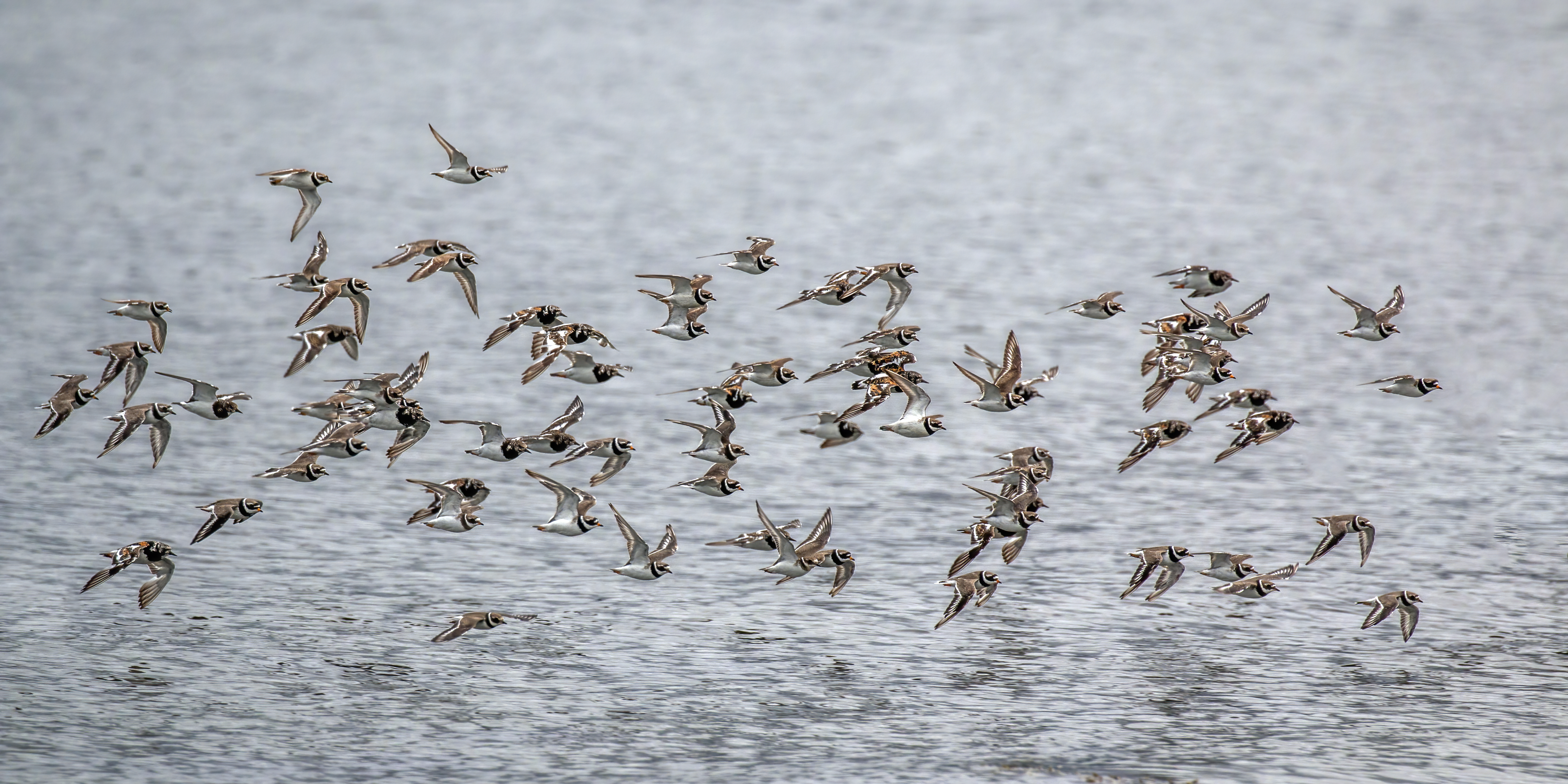
비행하는 모습
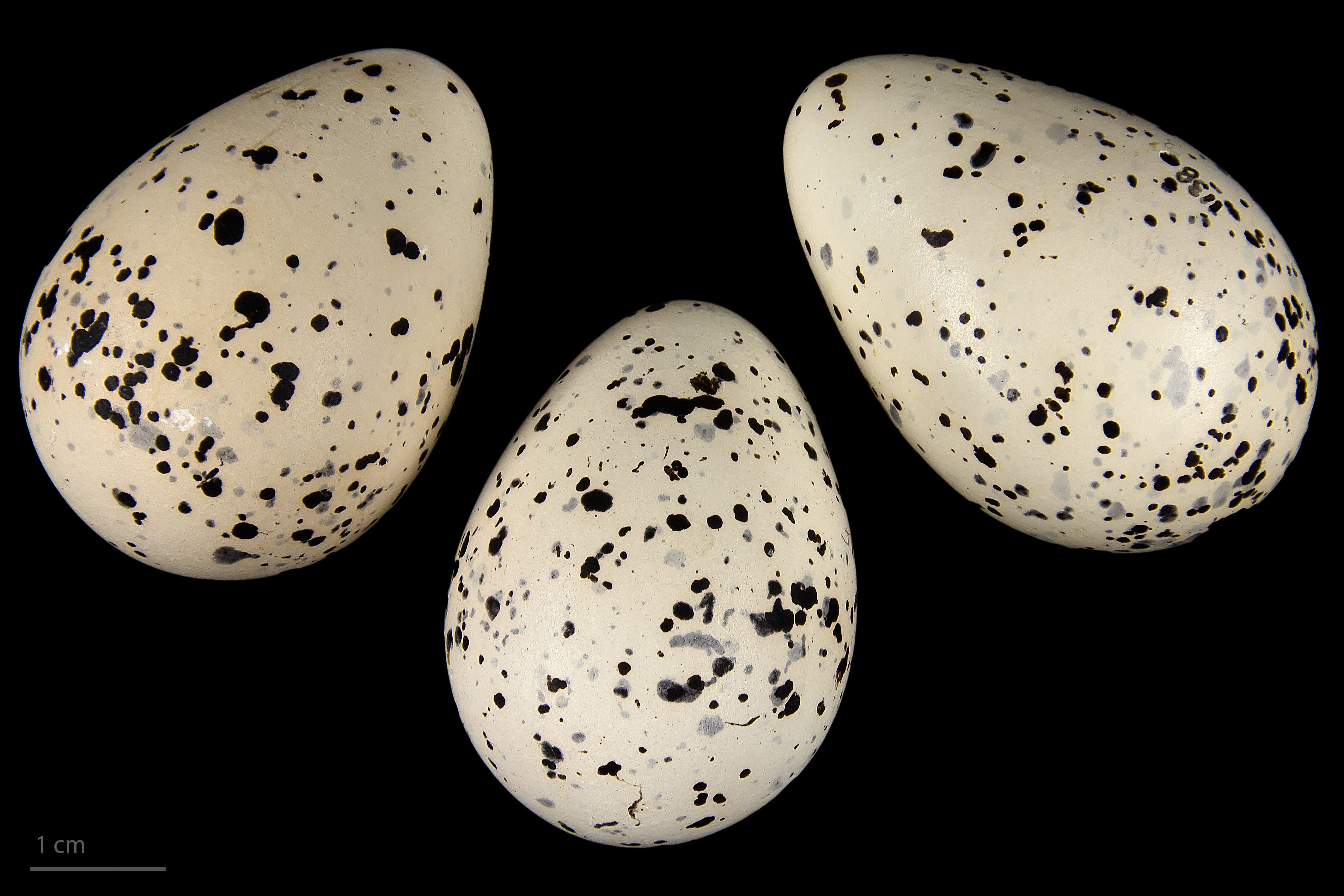
Museum specimen

## 같이 보기
- 한국의 야생 새 목록